# Табіл
Табіл (араб. تابل) — алжирська та туніська суміш спецій, що складається з меленого насіння коріандру, насіння кмину, часникового порошку та порошку чилі. Також можуть бути включені інші інгредієнти, такі як порошок квітки троянди, кмин, м'ята, лавр, гвоздика або куркума. 

## Назва
Табіл означає туніською арабською мовою коріандр.